# Refugiu (Star Trek: Generația următoare)

„Haven” este un episod din primul sezon al serialul științifico-fantastic „Star Trek: Generația următoare”. Scenariul este scris de Tracy Torme și Lan O'Kun; regizor este Richard Compton. A avut premiera la 30 noiembrie 1987.

## Prezentare
Lwaxana Troi își vizitează fiica, consilierul Troi, și o pregătește pentru o căsătorie aranjată.